# إيمان شريف صحراوي
إيمان شريف صحراوي (بالإنجليزية: Imène Cherif-Sahraoui)‏ (14 سبتمبر 1995 -) لاعبة شراع ومُتسابقة يخت من الجزائر. حازت الميدالية الذهبية للفردي والفرق في البطولة الإفريقية للألواح الشراعية والرياضات المائية التي أقيمت في كينيا في 2015 لتكون الثالثة في مشوارها الأفريقي.
شاركت في البطولة الأفريقية للشراع (لازير وأر أس أكس) التي جرت في ديسمبر 2015 بالمدرسة الوطنية للرياضات المائية ببرج البحري بالجزائر، وهي التي أهلتها للأولمبياد، حيث حصدت 22 نقطة رغم احتلالها المرتبة الثانية في سباق اليوم الأخير في فئة اللازير راديال. كما شاركت في البطولة ذاتها في الفترة من 11 إلى 18 يناير 2016 عن فئة أر إس إكس. في دورة ألعاب البحر المتوسط 2018، تكون منتخب راديال من إيمان شريف صحراوي وسناء لشهب ونهى عقيل.

## أولمبياد ريو دي جانيرو 2016
عبرت شريف صحراوي ايمان عن سعادتها الغامرة بتأهلها إلى الألعاب الأولمبية قائلةً «أنا جد سعيدة ولا أجد الكلمات التي  تُعبر على  حالتي المعنوية، خاصة وأني سأمثل بلدي في الألعاب الأولمبية لأول مرة في التاريخ في هذا الاختصاص... لقد كان السباق صعبًا وكبيرًا. خصوصًا أمام مُتنافستين عنيدتين، الحمد لله أنني سيطرت على سباقات البطولة ما سمح لي باحتلال المركز الثاني المؤهل إلى الأولمبياد». وشاركت في دورة الألعاب الأولمبية ريو دي جانيرو 2016 في فئة ليزر الشعاعي، وحلت في المركز السابع والثلاثين.